# Pidgin (ngôn ngữ)
Một pidgin, hay ngôn ngữ pidgin, là một dạng ngôn ngữ được đơn giản hóa về ngữ pháp được phát triển giữa hai (hay nhiều hơn) nhóm người hay cộng đồng không có cùng chung ngôn ngữ: thông thường, nó là sự pha trộn của hai (hay nhiều hơn) ngôn ngữ được đơn giản hóa hoặc là sự đơn giản hóa của một ngôn ngữ chính với những yếu tố phụ của ngôn ngữ khác thêm vào. Nó thường xuất phát từ nhu cầu giao tiếp trong thông thương, hay khi hai nhóm người sống cạnh nhau, nói ngôn ngữ khác nhau, ở cùng một quốc gia, nhưng lại không có ngôn ngữ cầu nối. Hiểu đơn giản, pidgin hình thành với mục đích giao tiếp giữa cá nhân hay cộng đồng, cho phép những người bất đồng ngôn ngữ giao tiếp được với nhau. Pidgin không phải là bản ngữ của bất cứ ai, mà chỉ là ngôn ngữ thứ hai.
Không phải tất cả dạng ngôn ngữ đơn giản hóa hay "pha trộn" nào cũng là pidgin. Mỗi pidgin có những đặc điểm riêng mà chỉ có thể học được nhờ giao tiếp qua pidgin đó.
Pidgin (chỉ là ngôn ngữ thứ hai) khác với creole, những ngôn ngữ đã là bản ngữ của cộng đồng (và do vậy đã có vốn từ vựng và ngữ pháp tương đối hoàn thiện). Đa phần các nhà ngôn ngữ cho rằng creole là những pidgin khi nó đã có người bản ngữ.

## Ví dụ
- Pidgin Algonquin–Basque
- Pidgin Arafundi-Enga
- Pidgin Barikanchi
- Pidgin Basque–Iceland
- Tiếng Ả Rập Bimbashi
- Broken Oghibbeway
- Broken Slavey và biệt ngữ Loucheux
- Camtho
- Pidgin Duvle-Wano
- Biệt ngữ thông thương Eskimo
- Ewondo Populaire
- Fanagalo (tiếng Zulu pidgin)
- Français Tirailleur
- Tiếng Hindi Haflong
- International Sign
- Pidgin Inuktitut-Anh
- KiKAR (tiếng Swahili pidgin)
- Pidgin Kwoma-Manambu
- Pidgin Nga-Trung Kyakhta
- Kyowa-go và Xieheyu
- Tiếng Pháp pidgin Inuit Labrador
- Tiếng Ả Rập Maridi
- Lingua Franca Địa Trung Hải (Sabir)
- Pidgin Mekeo
- Biệt ngữ Mobilia
- Tiếng Đức người da đen Namibia
- Ndyuka-Tiriyó Pidgin
- Nefamese
- Pidgin Nigeria
- Biệt ngữ Nootka
- Pequeno Português
- Tiếng Delaware pidgin
- Tiếng Hawaii pidgin
- Tiếng Iha pidgin
- Tiếng Ngarluma pidgin
- Tiếng Onin pidgin
- Tiếng Wolof pidgin
- Russenorsk
- Settler Swahili
- Tiếng Nga pidgin Taimyr
- Tiếng Tây Bồi
- Turku
- Pidgin Tây Greenland
- Tiếng Nhật pidgin Yokohama